# André Heyboer
André Heyboer, né le 2 octobre 1971 à Brive-la-Gaillarde, est un baryton français.
En 1992 il entre au conservatoire de Toulouse et rencontre José van Dam avec lequel il se produit lors de récitals.
En 2005, il entame une carrière de baryton.
Aujourd'hui, il se produit dans des œuvres du répertoire français et italien du XIXe siècle (Verdi, Puccini, Bizet, Massenet) sans négliger la création contemporaine (La Métamorphose de Michaël Levinas).

## Biographie
André Heyboer commence son apprentissage musical dès l’âge de onze ans en pratiquant le chant dans les chœurs de Terrasson-Lavilledieu et de la Camerata Vocal de Brive.
Il aborde les répertoires renaissance, baroque français, italien, allemand dans les festivals de la Vézère, de La Chaise Dieu et de l’Abbaye de Sylvanes. Il est également lauréat des Jeunesses musicales de France.
Parallèlement il étudie la guitare classique pendant huit années.
Soutenu par le mécénat, il passe du chant choral aux rôles de soliste, et étoffe sa technique par l’enseignement privé.
Il rencontre des artistes reconnus comme José van Dam. Il suit les masterclass du « Maître de Musique » et participe à ses côtés à plusieurs concerts. 
Au Capitole de Toulouse il est soliste dans Louise de Charpentier (mise en scène de Nicolas Joel, direction Michel Plasson).
Il enchaîne les rôles de Pristav dans Boris Goudounov, Noé dans L’arche de Noé de Britten et un député flamand dans Don Carlo. Il précise ses choix de répertoire en travaillant avec Gian Koral, Juan Carlos Moralès ou encore Robert Massard.
Par la suite, il entame -à Paris- une nouvelle collaboration avec Michelle Wegwart, coach vocal à l’opéra Bastille.
De 2006 à 2010, il alterne les seconds plans d’importance et les premiers plans, chante aux côtés d’interprètes confirmés (Neil Schicoff, Roberto Scianduzzi, Violeta Urmana, Dennis O Neill, Annick Massis, Natalie Dessay, Sophie Koch, Ludovic Tezier).
Au Capitole de Toulouse il incarne Wagner dans Faust, Jahel dans Le Roi D’Ys et Roucher dans Andréa Chenier de Giordano. Il reprendra ce rôle à Marseille, à Monte Carlo et à l’ONP aux côtés de Marcello Alvarez.
À L’Opéra de Paris, il est Rugierro dans La Juive (2007) et De Bretigny dans Manon (2012).
En 2009, il chante sur la terre de ses ancêtres hollandais à l’opéra d’Amsterdam en reprenant La Juive d’Halevy. 
Il est Melot dans Tristan et Yseult en même temps qu’il est doublure sur le rôle de Kurwenal au Forum de Montpellier.
À Dijon, il incarne Macbeth (2008), Enrico dans Lucia di Lammermoor (2009), Valentin dans le Faust de Gounod (2007) qui sera repris en 2012 à Avignon, avec une distribution entièrement française dans laquelle figure Nathalie Manfrino, Florian Laconi, Nicolas Cavallier.
À Saint-Étienne, il est Alfio et Guarrido dans la même soirée, à Marseille, il endosse le costume de Germont et au festival du French May à Hong Kong, il prend les traits du cousin de Manon en la personne de Lescaut. Au festival de Sedières, il tient le rôle-titre de Rigoletto.
Ces productions lui ont permis d’évoluer sous la direction de chefs de renom tels que Y. Abel, M. Armiliato, P. Arrivabeni, D. Callegari, R. Calderon, L. Campellone, F. M. Carminati, A. Guingal, L. Hussain, F. Layer, Georges-Élie Octors, D. Oren, E. Pido, M. Plasson, C. Rizzi, C. Schnitzler, T. Sokiev, P Steinberg, D. Trottein… et des metteurs en scène tels que P. Audi, R. Auphan, J-C. Auvray, Y. Coudray, L. Baur, G. C. Del Monaco, O. Desbordes, N. Duffaut, J-L. Grinda, N. Joël, N. Lehnhoff, Y Kokkos, G. Lavaudant, S. Norday, Y. Oïda, V. Perez, S. Roche, C. Serreau, C. Servais, V. Vittoz.
Il participe à la création de La Métamorphose (Michaël Levinas) à l’opéra de Lille, production qui s’est vu décerner le grand prix de l’Académie Charles Cros 2012 et le prix de l’Académie lyrique du disque. Il y interprète le Père, rôle exigeant qui lui permet de déployer à l’extrême son ambitus vocal.
Il reprend Salammbô de Reyer (il joue de rôle de Spendius) sous la baguette de Laurence Foster, aux côtés de Kate Aldrich.
En 2012, il incarne Zurga avec autorité à l’opéra comique dans les Pêcheurs de perles de Bizet aux côtés de Sonya Yoncheva, Dmitri Korshak et Nicolas Testé. À la fin de cette même année, il participe à l’enregistrement CD de Les Bayadères de Catel (Olkar) à Sofia avec le Palazetto Bru Zane.
En 2013, il est Padre Camoine dans l’ouvrage Amica de Mascagni à l’Opéra de Monte-carlo. En avril de la même année, il chante, accompagné d’Eloise Urbain, un récital opéra dans le cadre de la saison « Grands Interprètes » du festival Sinfonia en Périgord.
Pour la saison 2013-2014, il incarne sous les traits d’un père fanatique et belliqueux le rôle de Nilakhanta à l’opéra de Saint-Étienne. À l’opéra de Paris, Sonora dans La Fanciulla del west à Bastille, enfin Alfio au Capitole de Toulouse dans Cavalleria Rusticana. Il participe à la Tosca de L’ONP.
Ses projets à venir le conduiront à Vienne, Munich et Versailles dans Cinq-Mars de Charles Gounod avec un enregistrement de l'œuvre, à Toulon sous les traits de Paolo Albiani Simon Boccanegra. Enfin à l’opéra de Sao Paulo avec le rôle d’Athanael dans ThaÏs.
Pour la saison 2017-2018, il chantera le cycle du Winterreise accompagné d'Éloise Urbain dans la saison des grands interprètes de Sinfonia à Perigueux.
À l'opéra, il sera Sharpless dans Madama Butterfly à l'Opéra de Limoges, le Comte Ludorf dans La Nonne Sanglante de Gounod à l'Opéra Comique, Germont dans Traviata au Capitole de Toulouse, enfin Le Grand Prêtre dans Samson et Dalila à l'opéra de Monte-Carlo.

## Rôles
2020
Zurga "les pêcheurs de perles" de Bizet à l'opéra de Lille

### 2018
Giorgio Germont : "La Traviata" de Giuseppe Verdi, Théâtre du Capitole de Toulouse, direction musicale : George Petrou
Paolo Albiani : "La Nonne sanglante" de Charles Gounod,  Opéra Comique, direction musicale : Laurence Equilbey
Sharpless : "Butterfly" de Giacomo Puccini, Opéra de Limoges, direction musicale : Robert Tuohy

### 2017
Paolo Albiani : "Simon Boccanegra" de Giuseppe Verdi, Opéra de Monte Carlo, direction musicale : Pinchas Steinberg
Paolo Albiani : "Simon Boccanegra" de Giuseppe Verdi, Théâtre des Champs Elysées , direction musicale : Pinchas Steinberg
Divers : Viva Verdi, Théâtre des Champs Elysées, direction musicale : Giampaolo Bisanti

### 2016
Grand Prêtre de Dagon : "Samson et Dalila" de Camille Saint-Saëns, Palais des Arts Reina-Sofía, direction musicale : Roberto Abbado

Nabucco : "Nabucco" de Giuseppe Verdi, Opéra-théâtre de Saint-Étienne, direction musicale : David Reiland
Sciarrone : "Tosca" de Giacomo Puccini, Opéra Bastille, direction musicale : Dan Ettinger

### 2015
Baryton : "Poème de l’amour et de la mer" de Ernest Chausson, Théâtre des Arts de Rouen, direction musicale : Leo Hussain

Baryton : "Lélio" de Hector Berlioz, Palais des Arts Reina Sofía avec Mario Zeffiri, Nacho Fresneda, direction musicale : Roberto Abbado

Athanaël : "Thaïs" de Jules Massenet, Theâtre Municipal de São Paulo avec Ermonela Jaho, Sara Rossi Daldoss, Lado Ataneli, direction musicale : Alain Guingal

Paolo Albiani: "Simon Boccanegra" de Giuseppe Verdi avec Dario Solari, Celia Costea, et Hector Sandoval, Opéra de Toulon, direction musicale : Giuliano Carella

Le Viconte de Fontrailles : "Cinq-Mars" de Charles Gounod avec Charles Castronovo, Véronique Gens et Melody Louledjian, Opéra Royal de Versailles, direction musicale : Ulf Schirmer

### 2014
Sciarrone : "Tosca" de Giacomo Puccini avec Martina Serafin, Béatrice Uria-Monzon, Ludovic Tézier, Marco Berti, Opéra Bastille, direction musicale : Daniel Oren, Evelino Pidò

Alfio: "Cavalleria Rusticana" de Pietro Mascagni avec Elena Bocherova, Nicolaï Schukoff, Sarah Jouffroy, Elena Zilio, Théâtre du Capitole de Toulouse, direction musicale : Tugan Sokhiev

Sonora : "La fanciulla del West" de Giacomo Puccini avec Nina Stemme, Marco Berti et Claudio Sgura, Opéra de Paris, direction musicale Carlo Rizzi

### 2013
Camoine : "Amica" de Pietro Mascagni avec Amarilli Nizza, Enrique Ferrer, et Lucio Gallo, Opéra de Monte-Carlo, direction musicale Gianluigi Gelmetti

Nilakantha: "Lakmé" de Léo Delibes avec Marie-Eve Munger, Cyrille Dubois, Opéra-théâtre de Saint-Étienne, direction musicale Laurent Campellone

### 2012
Le père : "La Métamorphose" de Michaël Levinas, avec Magalie Leger, Simon Bailey, Opéra de Lille, direction musicale Georges-Élie Octors

Zurga : "Les Pêcheurs de Perles "de Georges Bizet avec Sonya Yoncheva, Dmitry Korchak et Nicolas Testé, Théâtre national de l'Opéra-Comique, direction musicale Léo Hussain

De Brétigny : "Manon" de Jules Massenet, avec Natalie Dessay, Giuseppe Filianoti, Jean François Borras, Marianne Fiset, Franck Ferrari, Paul Gay (chanteur) et Luca Lombardo, Opéra Bastille, direction musicale Evelino Pido

Valentin : "Faust" de Charles Gounod, Festival d'Avignon avec Nathalie Manfrino, Florian Laconi et Nicolas Cavallier, direction musicale Dominique Trottein, et Opéra de Reims avec Guylaine Girard, Sébastien Guèze et Nicolas Cavallier

Olkar: "Les Bayadères" de Charles-Simon Catel, (en concert à Sofia- Bulgarie) avec Chantal Santon, Philippe Do, Mathias Vidal, Katia Velletaz, Kareen Durand, Elodie Méchain, Eric Martin-Bonnet, Frédéric Caton, direction musicale: Didier Talpain

### 2011
Cristiano : "Un Ballo in Maschera" de Giuseppe Verdi avec Violeta Urmana, Ludovic Tézier, Elisabetta Fiorillo, Opéra de Monte-Carlo, direction musicale Daniele Callegari

Garrido : "La Navarraise" de Jules Massenet avec Marie Kalinine, Opéra-théâtre de Saint-Étienne, direction musicale Laurent Campellone

Alfio : "Cavalleria Rusticana" de Pietro Mascagni avec Marie Kalinine, Opéra-théâtre de Saint-Étienne, direction musicale Laurent Campellone

### 2010
Roucher : "Andrea Chénier" de Umberto Giordano avec Irene Cerboncini, Zoran Todorovich, Marco Di Felice, Opéra municipal de Marseille, direction musicale Fabrizio Maria Carminati

Lescaut : "Manon" de Jules Massenet avec Nathalie Manfrino et Florian Laconi, Marcel Vanaud, Opéra de Hong Kong, direction musicale Nicola Colabianchi

### 2009
Roucher : "Andrea Chénier" de Umberto Giordano avec Marcello Alvarez, Micaela Carosi et Sergei Murzaev, Opéra Bastille, direction musicale Daniel Oren

Ruggiero : "La Juive" de Fromental Halévy avec Dennis O'Neil, Annick Massis, Angeles Blancas Gulin, John Osborn et Alistair Miles, Opéra d'Amsterdam, direction musicale Pierre Audi

Wagner : "Faust" de Charles Gounod avec Inva Mula, Giuseppe Filianoti et Orlin Anastasov, Théâtre du Capitole de Toulouse, direction musicale Emmanuel Plasson

Enrico : "Lucia di Lammermoor" de Gaetano Donizetti avec Burcu Uyar, Andrea Giovannini et Jean Teitgen, Auditorium de Dijon, direction musicale Claude Schnitzler

### 2008
Macbeth: "Macbeth"de Giuseppe Verdi, avec Cécile Perrin et Jérôme Varnier (Auditorium de Dijon), direction musicale : Dominique Trottein
Spendius : "Salammbô" de Ernest Reyer avec Kate Aldrich, Gilles Ragon, Wojtek Smilek, Sebastien Guèze et Jean-Philippe Lafont, Opéra municipal de Marseille, direction musicale Lawrence Foster

### 2007
Rigoletto :  "Rigoletto" de Giuseppe Verdi avec Philippe Do, Liliana Faraon, Sédières, direction musicale Jérôme Devaud

Valentin : "Faust" de Charles Gounod avec Fiorella Buratto, Nicolas Cavallier, Jean Pierre Furlan, Auditorium de Dijon, direction musicale Claude Schnitzler 

Jahel : "Le Roi d’Ys" de Édouard Lalo avec Paul Gay (chanteur), Sophie Koch et Inva Mula, Franck Ferrari, Capitole de Toulouse, direction musicale Yves Abel

### 2006
Le geôlier, Le 2e commissaire :  Le Dialogue des Carmélites de Francis Poulenc avec Barbara Ducret, Manon Feubel, Marie -Ange Todorovitch, Gilles Ragon, Opéra de Marseille, direction musicale Patrick Davin

Marullo :  "Rigoletto" de Giuseppe Verdi avec Giuseppe Gipali et Carlos Almaguer, Opéra de Marseille, direction musicale Paolo Arrivabeni

Marco :  "Gianni Schicchi" de Giacomo Puccini avec Juan Pons, Anne-Catherine Gillet et Ismaël Jordi, Capitole de Toulouse, direction musicale Marco Armiliato

Le Mandarin :  "Turandot "de Giacomo Puccini avec Cynthia Makris et Jean-François Borras, Opéra municipal de Marseille, direction musicale Daniel Klajner

### 2005
Noé :  "Arche de Noé" de Benjamin Britten, Opéra de Marseille, direction musicale Christophe Larrieu

Pristav :  "Boris Godounov" de Modeste Moussorgski avec Anatoli Kotcherga et Alexander Anisimov, Philip Langridge, Capitole de Toulouse, direction musicale Bernhard Kontarsky

Un député flamand :  "Don Carlo" de Giuseppe Verdi, avec Ludovic Tézier, Fabio Armiliato, Daniela Dessì et Roberto Scandiuzzi, Capitole de Toulouse, direction musicale Maurizio Benini

Melot :  "Tristan et Isolde" de Richard Wagner, Hedwig Fassbender et Corum (Montpellier), direction musicale Friedemann Layer

Giorgio Germont : "La Traviata" de Giuseppe Verdi, avec Svetlana Doneva, Marc Laho et Sebastien Guèze, Opéra de Marseille

## Discographie
- Charles-Simon Catel : Les Bayadères, Ensemble Solamentene Naturali, direction Didier Talpain, éditions Singulares
- Michaël Levinas : La Métamorphose, Ensemble Ictus, direction Georges-Élie Octors, éditions Aeon